# Nagrywarka

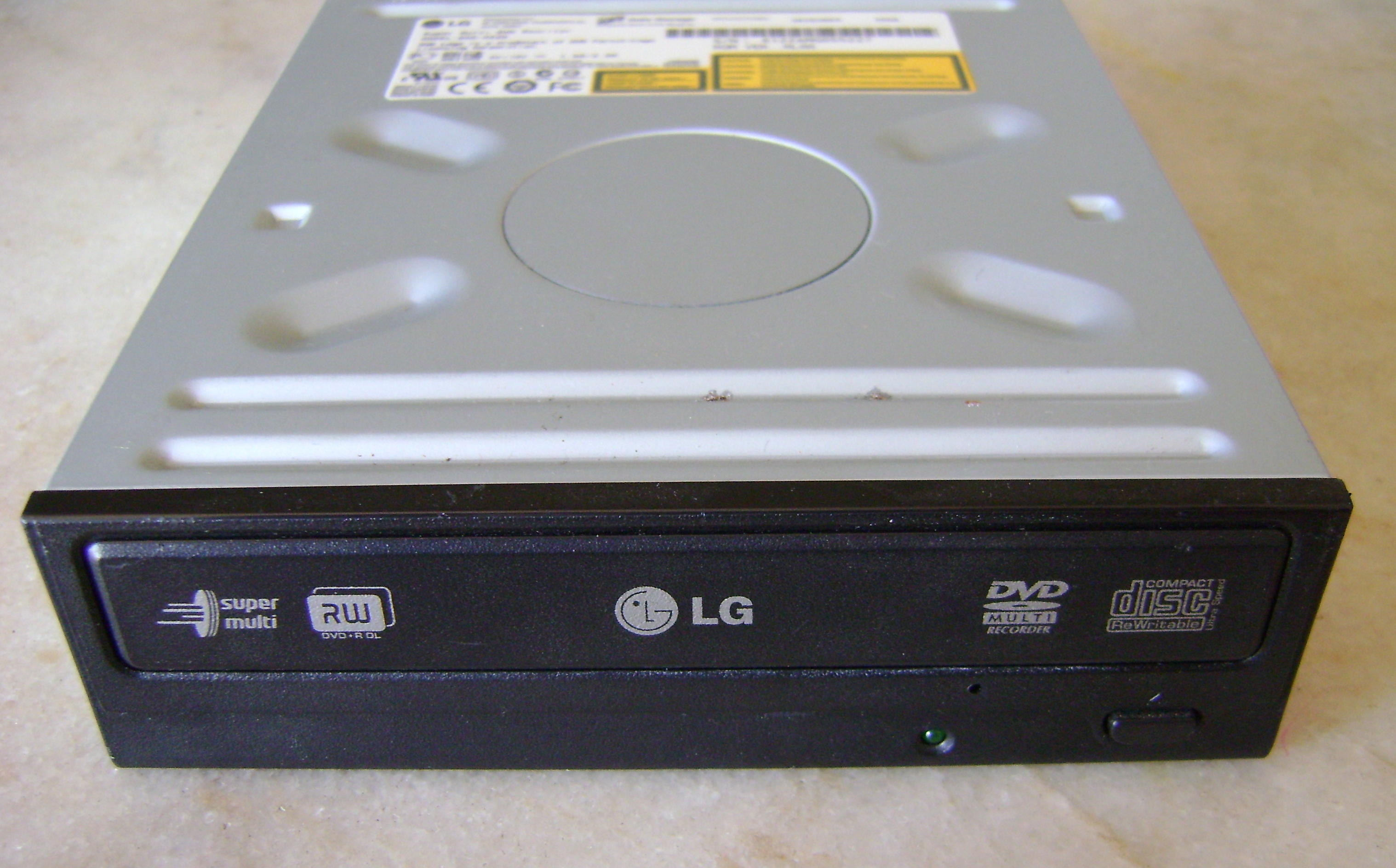
Nagrywarka DVD-RW

Nagrywarka (ang. writer) – urządzenie służące do zapisywania informacji na przeznaczonych do tego celu dyskach optycznych, inaczej płytach. Można spotkać nagrywarki CD, nagrywarki DVD, nagrywarki BD oraz stacjonarne nagrywarki DVD. Standardowo montowane są w zatoce 5,25" w komputerach klasy PC.
Obecnie nagrywarki „wypalają” płyty, zmieniając nośnik (matowienie i rozjaśnianie) pod wpływem promieniowania światła.
Płyty takie jak CD-R, DVD-R, DVD+R, BD-R można nagrywać jednokrotnie. Dyski jednokrotnego zapisu można również nagrywać wielosesyjnie, co pozwala na dogrywanie danych na płytę. Płyty: CD-RW, DVD-RW/DVD+RW, DVD-RAM oraz BD-RE mogą być zapisywane wielokrotnie (można też całkowicie lub częściowo płytę wyczyścić).